# Liolaemus elongatus
Liolaemus elongatus — вид ігуаноподібних ящірок родини Liolaemidae. Ендемік Аргентини.

## Поширення і екологія
Liolaemus elongatus мешкають на півночі Патагонії, в провінціях Чубут, Неукен і Ріо-Негро. Вони живуть в патагонських степах і чагарникових заростях. Зустрічаються на висоті від 350 до 1500 м над рівнем моря. Є всеїдними і живородними.